# 辽宁省工业和信息化厅
辽宁省工业和信息化厅是中华人民共和国辽宁省人民政府推进信息化和工业化的组成部门。加挂辽宁省国防科技工业办公室牌子；内设辽宁省口岸办公室。

## 机构设置

### 委机关内设机构
辽宁省经济和信息化委员会机关内设机构有：
- 办公室
- 政策研究处
- 综合法规处
- 投资与规划处（省重点技术改造项目督查办公室）
- 产业政策处
- 经济运行处（省减轻企业负担领导小组办公室）
- 科学技术处
- 资源节约与综合利用处
- 企业改革协调指导处（中直企业协调联络处）
- 产业集群发展处
- 交通运输协调处
- 培训处
- 国际合作处
- 医药处
- 电力处
- 装备产业处（省汽车工业办公室）
- 冶金处
- 石油化工处(省履行《禁止化学武器公约》工作领导小组办公室)
- 轻工处
- 纺织处
- 建材处(省墙体材料改革办公室)
- 电子信息处
- 软件服务业处
- 信息化推进处
- 无线电管理处(省无线电办公室)
- 信息安全协调处
- 军工投资和科技管理处
- 军工资质认证和军民结合产业处(省船舶行业管理办公室)
- 军工安全和民爆器材管理处(省核事故应急办公室)
- 人事处

### 直属机构
- 辽宁省包装联合会
- 辽宁省化工建设工程质量监督站
- 辽宁省石油化工规划设计院
- 辽宁省盐务管理局
- 辽宁省节能监察中心
- 辽宁省电子技术情报所
- 辽宁省人民政府镁资源保护办公室